# آنجا
آنجا فیلمی به تهیه‌کنندگی و کارگردانی عبدالرضا کاهانی و نویسندگی عبدالرضا کاهانی و مزدک میرعابدینی محصول سال ۱۳۸۷ است.

## خلاصه فیلم
پیمان فقط ده روز فرصت دارد خود را از ایران به آمریکا برساند تا گرین کارتش را تمدید کند. او برای خروج از کشور نیاز به رضایت همسر سابقش دارد که مهریه سنگینش را به اجرا گذاشته است.